# Bo (Yaba)
Pour les articles homonymes, voir Bo.
Bo, également orthographié Boh, est une commune située dans le département de Yaba de la province du Nayala au Burkina Faso.

## Santé et éducation
Le centre de soins le plus proche de Bo est le centre de santé et de promotion sociale (CSPS) de Yaba tandis que le centre médical avec antenne chirurgicale (CMA) se trouve à Toma.